# Fülöp Zoltán (politikus)
Dr. Fülöp Zoltán (Békéscsaba, 1967. október 18.) magyar jogász, liberális politikus. A Magyar Liberális Párt ügyvivője és a párt Békés megyei elnöke.

## Tanulmányai
A békéscsabai Rózsa Ferenc Gimnázium elvégzése után háztartási gépszerelő vizsgát tett 1988-ban, majd 1992-ben Békéscsabai Tanítóképző Főiskolán tanító és 2004-ben a Pázmány Péter Katolikus Egyetemen jogász diplomát szerzett. 2007-ben a Pécsi Tudományegyetemen infokommunikációs szakirányú továbbképzést végzett (Master of Law). 2021 tavaszán pedig a Szegedi Tudományegyetem Állam- és Jogtudományi Karán ingatlanforgalmi szakjogász végzettséget szerzett (Master of Law).

## Pályafutása
A békéscsabai Fidesz csoport alapító tagja 1989-ben. A rendszerváltás egyik fontos helyi alakja. Nevéhez fűződik a Münnich Ferenc szobrára többször is visszaakasztott tábla, melyen a „hazaáruló” kifejezés szerepelt 1989. november 4-én tartott demonstráción . A Kossuth Rádió megyei tudósítója élőben, az út túloldaláról „közvetítette” a tiltakozást, melyről később Hofi Géza az egyik kabaréjában is megemlékezett. 1989. augusztus 5-én kezdeményezésére megfosztották a választók tanácstagságától Gally Mihály tanácselnököt, aki a helyi futball bundabotrányába keveredett bele, később jogerősen el is ítélték . A megüresedett városi tanácstagi helyre kiírt választáson őt indította a Fidesz, az SZDSZ és a Kisgazdapárt. 1990. március 14-én megszervezte a Kommunizmus temetése performance-ot, amikor is egy szimbolikus koporsót vittek végig a városon, majd azt az Élővíz-csatornába dobták. A koporsón a következő felirat állt: magyar kommunizmus, élt 43 évet. 1990-es első szabad parlamenti választáson a Békés megyei 7-es választókörzetben volt az akkor még liberális Fidesz képviselőjelöltje. 
1992-ben kilép a Fideszből és 2000-ig nem vett részt aktívan a politikai életben. 2000-ben belép az SZDSZ-be, de választott tisztséget nem töltött be. 2013-tól a Magyar Liberális Párt tagja, megyei elnöke . A helyi ellenzéki megmozdulások rendszeres szónoka és szervezője . 2020 októberétől a párt országos ügyvivője. 2019-es önkormányzati választáson az MSZP, az LMP és a Mindenki Magyarországa Mozgalom közös jelöltje volt . A békéscsabai ellenzéki szövetség egyik meghatározó programírója.